# Guido Fubini (giurista)
Guido Fubini (Torino, 20 ottobre 1924 – Torino, 22 febbraio 2010) è stato un avvocato e giurista italiano.
Ebreo torinese, antifascista, politicamente impegnato nel Partito Socialista Italiano, ha condotto importanti battaglie di libertà e uguaglianza per la difesa delle minoranze e della libertà di culto.

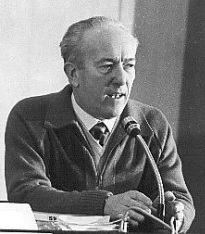
Guido Fubini ad una conferenza

## Biografia
Nato a Torino da una famiglia borghese ebraica, eredita dal padre la passione per l'avvocatura, mestiere che svolge per tutta la vita come un tecnico al servizio della giustizia accanto ai numerosi impegni civili e politici. Discende, sia da parte materna che paterna, da famiglie che partecipano intensamente alla società e alla storia d'Italia:: un bisnonno socialista, infatti, che crea una scuola cooperativa per operai a Carmagnola, un altro bisnonno banchiere di casa Savoia e finanziatore di Vittorio Emanuele II per la guerra risorgimentale del 1866. Il padre, laureato in legge e in scienze commerciali, partecipa alla prima guerra mondiale e alla guerra coloniale di Libia del 1911-1912 come Ufficiale di Marina. Dal 1922 conduce poi insieme al fratello uno studio di avvocatura. La madre, donna intraprendente, rifiutata la vita di figlia di buona famiglia borghese, a 19 anni lavora nella tissuteria del padre, mestiere che riprende poi durante l'esilio.

### Gli anni della giovinezza
I primi anni di vita e di scuola di Fubini trascorrono tranquilli; frequenta il Regio ginnasio "D’Azeglio" di Torino, fino a quando all'età di 13 anni, nella primavera del 1938, viene espulso da tutte le scuole del regno d'Italia e della Libia per aver scritto “abbasso Hitler” sulla porta del bagno della scuola. È il suo primo atto politico, un gesto di protesta contro l'ingiustizia della repressione antiebraica di cui era già venuto a conoscenza attraverso i racconti di un compagno di scuola ebreo, profugo tedesco.

### Esilio in Francia
Poiché tutta la famiglia Fubini è laica, perfettamente integrata nella società, da sempre con un atteggiamento di omologazione nei confronti dei cittadini non ebrei, l'avvento della discriminazione fascista la trova completamente impreparata. Nella primavera del 1938 Guido Fubini viene mandato dal padre a studiare in Francia; la famiglia lo raggiunge più tardi, nella Pasqua del 1939 a seguito della proclamazione delle leggi razziali e dell'impossibilità per il padre di continuare ad esercitare la professione di avvocato. A Nizza il padre avvia un'azienda artigianale per la produzione di tessuti. Alla nascita del governo di Vichy e con l'applicazione dello “Statut des juifs” la fabbrica viene confiscata. I genitori riusciranno a rientrarne in possesso solo nel 1944.
Mentre i suoi genitori decidono di rimanere a Nizza, Guido e la sorella Marisa rientrano in Italia il 10 settembre 1943, a seguito dell'armistizio, alloggiando a casa dei nonni che abitano sulle colline torinesi.

### L'attività antifascista
Tra il 1943 e il 1945 Guido Fubini svolge attività clandestina a Milano tra le file di Giustizia e Libertà collocandosi nel filone di socialismo liberale che ha come spirito guida quello di Carlo Rosselli. Da questo momento l'impegno politico è una costante nella vita di Guido Fubini. Il tratto caratterizzante del suo impegno è l'etica caratteristica dell'ebraismo nei confronti della giustizia e dell'eguaglianza sociale.
Sotto il falso nome di Giulio Nigra trascorre qualche mese tra la fine del 1943 e l'inizio del 1944 a Torino, periodo in cui riesce a iscriversi all'Istituto Bertola per frequentare l'ultimo anno di liceo scientifico.
Nel 1944 si trasferisce a Milano. Qui prende il nome di Guido Serra con il quale s'iscrive prima al liceo scientifico "Vittorio Veneto" dove sostiene l'esame di maturità, poi al Politecnico di Milano.
A Milano ha l'occasione di conoscere il marito di una sua professoressa liceale che aveva aderito al movimento di Giustizia e Libertà. Fubini stesso afferma che l'esempio di dignità di queste due persone lo indurrà a entrare nel Partito d’Azione e lo influenzerà nella maggior parte delle sue scelte successive.
In seguito ad un incontro con suo cugino, in quel periodo agitatore politico che gli fornisce altre basi teoriche di democrazia e politica, entra nell'Associazione Universitaria Studentesca clandestina. Diventa rappresentante della Gioventù d'Azione, la sezione giovanile del Partito d'Azione, nel Consiglio di facoltà del Politecnico di Milano. Una delle più importanti azioni svolte da questo gruppo, da un'idea di Fubini stesso, è quella di fondare un giornalino studentesco rivoluzionario da distribuire tra gli studenti dell'Ateneo.
Nei giorni della Liberazione il Politecnico di Milano viene occupato e Fubini diventa uno dei protagonisti della partecipazione degli studenti all'insurrezione e alla liberazione di Milano. Dopo la Liberazione, al Politecnico viene instaurata una Commissione universitaria per l'epurazione degli studenti e Fubini è nominato rappresentante del Partito d'Azione nel Comitato di epurazione studentesca.

### Il ritorno in Francia
Dopo la Liberazione, il 14 luglio 1945, Guido Fubini raggiunge la famiglia in Francia dove rimane fino all'inizio degli anni '50.
Parallelamente al lavoro nella fabbrica di tessuti paterna, decide di abbandonare il corso in Ingegneria per iscriversi a una Scuola di Tessitura a Lione, che frequenta tra il 1946 ed il 1947. In seguito a un diverbio con il direttore della scuola è costretto ad abbandonarla.
A Nizza dichiara la volontà di laurearsi in Giurisprudenza e nell'autunno del 1947 Fubini si iscrive all'Institut d'Etudes Juridiques di Aix En Provence. Contemporaneamente collabora con «Italia Libera», giornale ufficiale del Partito d'Azione. La laurea è conseguita nel 1950. Successivamente riprende gli studi di Legge all'Università di Torino poiché non avendo ottenuto il riconoscimento della laurea francese, è costretto a ripetere gli esami già sostenuti in Francia.

### Il rientro definitivo in Italia
La laurea a Torino è conseguita nel 1956 e l'esame di procuratore è sostenuto nel 1958. In questo periodo Fubini fa pratica presso lo studio legale dello zio paterno, dove aveva lavorato anche suo padre, prima di emigrare in Francia.
Nel 1956 Guido Fubini si sposa con Anna Maria Levi, conosciuta tre anni prima, che studia all'Università di Ginevra, spostandosi poi a Madrid e Londra.
Svolge l'attività di avvocato civilista nello studio via del Carmine insieme al Prof. Cottino e all'Avvocatessa Paola de Benedetti, occupandosi sempre volentieri di cause inerenti alla laicità dello Stato e alla libertà personale. In parallelo porta avanti numerose battaglie politiche nel PSI, nella Comunità ebraica torinese e poi nazionale e molte passioni, tra cui quella giornalistica che lo porta a dirigere alcuni periodici e a scrivere numerosi articoli.
Combattere l'antisemitismo è un tema caro a Fubini che affronta in tanti libri e articoli. La sua idea della rinascita dell'antisemitismo in Italia è originale, affonda le radici non nel lungo periodo quanto piuttosto nell'ultimo mezzo secolo. Questo può essere considerato il testamento ideologico di Fubini, una messa in guardia alle Comunità ebraiche e una speranza per il futuro. Riassunta con le sue stesse parole:
(Guido Fubini, Lungo viaggio attraverso il pregiudizio, Rosenberg & Sellier, Torino, 1996, pp. 168-169.)

## L'Intesa tra UCEI e Stato del 1987
La maggiore battaglia portata avanti da Fubini è quella per la firma di un'Intesa che regoli il rapporto tra lo Stato italiano e l'Unione delle Comunità ebraiche italiane in attuazione dell'articolo 8 della Costituzione. L'Intesa viene siglata il 27 febbraio 1987.

### Antefatto personale
Le origini di questa Intesa della quale Guido Fubini è il maggior promotore si possono ricondurre agli anni della sua gioventù. In quel periodo inizia a indicarei suoi punti di vista in merito all'uguaglianza-diversità tra appartenenti alle fedi religiose. In particolare si trova in contrasto con le idee del padre secondo il quale in nome dell'uguaglianza ci si doveva omologare. Questo implicava che Guido avrebbe dovuto frequentare gli scout laici e non quelli ebrei. Il punto di vista di Guido era opposto: in nome dell'uguaglianza tra fedi sceglie di iscriversi all'associazione ebraica, esattamente come facevano cattolici e protestanti. Secondo l'avvocato l'uguaglianza non si crea uniformandosi al laicismo, ma attraverso l'espressione di se stessi con modalità analoghe a quelle con cui le altre fedi possono esprimere loro stesse.
Quella di Fubini è una battaglia per l'eguaglianza e per il diritto alla diversità.

### Gli scopi dell'Intesa
Il percorso che porta alla stesura dell'Intesa è lungo e complesso e vede non pochi contrasti tra chi, nell'Unione delle comunità israelitiche, vuole l'omologazione e chi l'uguaglianza. Il lavoro di Fubini è quello di avviare gli accordi, lavorare al corpo del negoziato attraverso un contributo tecnico-giuridico e promuovere il dibattito all'interno dell'ebraismo italiano.
Gli scopi posti da Fubini per l'Intesa sono plurimi:
- Superare i decreti regi degli anni '30: le Comunità israelitiche erano infatti ancora regolate dai decreti del 1930 e 1931 che prevedevano che le Comunità fossero organizzate secondo il modello degli enti locali. Questo faceva sì che vi fosse un'appartenenza automatica e di fatto obbligatoria alla Comunità ebraica di residenza, salvo esplicita rinuncia.[12]
- Adeguare l'assetto delle Comunità ebraiche ai principi della Costituzione: la prima questione da risolvere riguardava l'articolo 8 della Costituzione che al comma 3 prevede la regolamentazione dei rapporti tra le confessioni religiose e lo Stato mediante delle specifiche Intese. Altre questioni da risolvere riguardavano alcuni punti di netto contrasto tra i decreti degli anni '30 e la Costituzione, come il fatto che non era consentito il voto alle donne.[13]
- Salvaguardare l'identità ebraica, la libertà religiosa e il pluralismo nell'ebraismo: l'Intesa per Fubini si pone anche di risolvere i problemi di libertà religiosa che sorgono dal conflitto tra legge dello Stato e legge ebraica, cioè tra la Costituzione italiana e il diritto ebraico portatore di un sistema giuridico, culturale e di valori.[14]

### Il percorso verso il negoziato
Guido Fubini è tra i protagonisti e gli ispiratori del movimento che a partire dagli anni '60 vuole modificare le leggi degli anni '30. I primi dibattiti nascono in seno alla Comunità ebraica di Torino della quale Fubini è uno dei rappresentanti, e proprio da qui si avviano anche i primi cambiamenti e le prime riforme. L'idea di Fubini è quella che per adeguarsi alla Costituzione si debba partire da un cambiamento della comunità. Propone quindi delle graduali modifiche che possano però dare risultati concreti immediati per democratizzare l'assetto organizzativo interno. Tuttavia la riforma è in parte una sfida all'ebraismo italiano in quanto alcune comunità la percepiscono come destabilizzante. Per Fubini la tradizione deve essere intesa anche in questo caso come fondamento e non come impedimento al cambiamento. In particolare in un momento come quello in cui si trovano le Comunità ebraiche a partire dagli anni '60, dove molti ebrei stranieri arrivano in Italia portando tradizioni differenti rispetto a quella dell'ebraismo italiano.
La comunità di Torino, sotto la spinta dello stesso Fubini, è la prima ad apportare modifiche interne: questo avviene già con l'elezione del nuovo Consiglio della Comunità israelitica cittadina del 1960. La giunta di coalizione che ne esce decide di rifiutare la legislazione del 1930-31 e di conseguenza di istituire un'assemblea della comunità, adottare il referendum per le questioni di maggior rilievo, estendere l'elettorato attivo e passivo alle donne e ai non contribuenti, assicurare la rappresentanza delle minoranze.
Le posizioni di Fubini sono poi da lui stesso espresse al congresso dell'Unione delle comunità israelitiche nel maggio 1961 in quanto delegato della comunità di Torino. Il congresso vota una mozione che invita a costituire un gruppo di studio sulla necessità di adeguare la legislazione del 1929-30. Fubini prende parte alla Commissione di studio nominata dall'Unione insieme ad alcuni suoi colleghi. La Commissione inizia i lavori nel 1963 e prosegue fino al 1966 con tempi che per Fubini sono troppo lunghi e flemmatici, a dimostrazione di quanto poco la Commissione sia davvero intenzionata a innescare una riforma. Al congresso dei delegati delle Comunità del 1966, la Commissione presenta una relazione che sostanzialmente comprende tutte le proposte di Fubini, in cui si richiede uno studio più approfondito e l'aumento del numero dei componenti della Commissione. La conclusione è che le leggi che regolavano la vita delle Comunità israelitiche sono viziate di incostituzionalità. Nel 1968 il congresso straordinario dell'Unione introduce delle riforme moderate approvando alcuni cambiamenti proposti da Fubini e rigettandone altri.
A partire dalla seconda metà degli anni '70 questi cambiamenti iniziano a uscire dall'ambiente delle comunità ebraiche in cui si erano sviluppati per avere un dibattito a livello statale. Nel 1977 una commissione governativa nominata per la revisione del Concordato tra Stato e Chiesa esamina un primo progetto d'Intesa redatto dall'Unione delle Comunità israelitiche. Guido Fubini partecipa quindi ad una serie di incontri tra la commissione governativa e la commissione messa in piedi dall'Unione delle Comunità israelitiche. Questi incontri proseguono per molti anni ma solo a partire dal 1985 si entra nel merito della stipula dell'Intesa. Questa comincia ad assumere un carattere peculiare rispetto alle altre Intese che lo Stato stava firmando con le confessioni minoritarie. Lo Stato chiede la garanzia che l'ordinamento ebraico non sia in contrasto con quello statale e l'Unione delle comunità israelitiche chiede garanzie contro l'antisemitismo e le discriminazioni razziali e religiose.
L'Intesa viene firmata all'ultima riunione delle due commissioni che si tiene alla fine del gennaio 1987. Curiosamente, nonostante Fubini è colui che per primo e più di tutti si è battuto per l'accordo, questo non porta la sua firma in quanto la sera dell'ultima riunione decide di partecipare ad un impegno familiare, una festa in occasione del compleanno della figlia, pensando che ormai l'Intesa era stata redatta e la sua firma non avrebbe aggiunto valore. L'Intesa viene firmata ufficialmente un mese dopo dal Presidente del Consiglio e dalla Presidente dell'Unione delle Comunità israelitiche.

## L'impegno nel PSI
Con il ritorno a Torino all'inizio degli anni ‘50 l'attività politica di Guido Fubini che non era mai cessata torna ad invigorirsi e già nell'inverno del 1950-51 partecipa al Congresso del Partito Socialista Unitario in veste di rappresentante della delegazione francese. Qui prende posizione contro l'adesione dell'Italia al Patto atlantico.
Nel 1953 decide di candidarsi alla Camera dei deputati nella lista di Unità popolare ma non risulta eletto.
Guido Fubini arriva alla militanza nel Partito socialista italiano negli gli anni '60, dopo aver partecipato nel corso degli anni '50 alle attività di Unità popolare.
All'interno del partito si colloca alla sinistra dell'ala autonomista. Quest'ultima è rappresentata dai nenniani in opposizione ai filocomunisti, e il suo gruppo, più a sinistra, quello nel quale Fubini si riconosce, fa capo a Riccardo Lombardi che si definisce a-comunista e non anti-comunista.
Nel PSI porta avanti battaglie favorevoli al divorzio, all'aborto e alla laicità dello Stato contro le ingerenze clericali. Da membro del partito s'impegna per la pace nel Medio Oriente.
Esce dal partito nei primi anni '80 con l'avvento dell'egemonia di Craxi e, a detta dello stesso Fubini, la conseguente fine di ogni dibattito, la commistione di interessi pubblici e privati e la corruzione. Come lui fanno molti altri che non si riconoscono nei cambiamenti del partito. L'evento scatenante è la firma, verso la fine del 1981, dell'”Appello ai socialisti” con il quale Codignola denuncia una gestione autoritaria del partito ponendo l'accento sulla questione morale. Il partito espelle tutti i firmatari, e pertanto anche Guido Fubini.

### L'impegno per la pace in Medio Oriente
Fubini presta sempre molta attenzione alla questione della pace in Medio Oriente.
(Piera Egidi, Incontri: identità allo specchio tra fede e ragione, Claudiana, Torino, 1998, p.200.)
Sostiene il diritto all'esistenza dello Stato di Israele come stato democratico che può vivere solo nel dialogo con il mondo arabo e con il mondo ebraico e israeliano, cioè attraverso un dialogo tra ebrei e arabi, tra israeliani e palestinesi. Nel contempo si batte per la costituzione di uno Stato palestinese secondo la formula “due Popoli, due Stati”. Questo suo punto di vista viene portato avanti fin dagli anni '60, scatenando dissensi e opposizioni sia alla destra che alla sinistra dell'Unione delle comunità israelitiche. Sostiene inoltre che per uscire dalla logica della guerra nella quale si era entrati bisogna smettere di considerare gli esseri umani come dei gruppi, ma vederli come esseri singoli, in quanto è solo nell'accorpamento di più identità che si vede la figura del nemico.
Per molti anni raccoglie numerosi articoli e riviste di tematica ebraica e partecipa intervenendo ad alcuni summit relativi, soprattutto nel corso della fine degli anni '60 e negli anni '70. La prima riunione significativa alla quale prende parte è quella di fondazione del Comité de la gauche pour la Paix au Proche-Orient che si tiene a Parigi nel 1968. A questa ne seguono molte altre, ma la conferenza che lo vede protagonista è quella di Bologna nel 1973: "per la Pace e la giustizia nel Medio oriente". Qui ricopre il ruolo di vice-presidente della commissione politica e in questa veste propone una strategia politica di sinistra per il Medio Oriente. La conferenza, a detta dello stesso Fubini, è inutile nelle sue immediate conclusioni politiche ma pone le basi per l'incontro dieci anni più tardi di Begin e Sadat e venti anni più tardi di Rabin e Arafat.

## Gli scritti e le riviste
Guido Fubini all'interno dell'Unione delle Comunità israelitiche italiane svolge anche un'intensa attività culturale. È presente sulla scena ebraica italiana altresì attraverso i suoi numerosissimi scritti. La sua produzione è ricca di tipologie di testo diverse, si trovano infatti saggi, autobiografie, pamphlet, testi satirici, articoli di giornale di diversa corposità. La grande maggioranza della sua produzione è accomunata però da tematiche ebraiche. In particolare scrive di diritto, di laicità, di politica italiana e francese, di comunità ed istituzioni ebraiche, di Israele, di ebraismo e di Tanakh. Lo stile dei suoi testi è caratterizzato dall'ironia che nasce dallo scarto tra la realtà ed il commento, utile per oltrepassare le barriere ideologiche ed entrare all'interno delle costruzioni retoriche.
Per lunghi periodi dirige anche due riviste, una di portata nazionale e una locale:

### La Rassegna mensile di Israel
La Rassegna Mensile di Israel è un periodico di cultura e storia ebraica pubblicato a partire dal 1925 che all'inizio degli anni '80 si trova in un momento difficile. È in questo contesto che Fubini si candida per entrare nella redazione. Poiché la rivista si trova anche carente di un direttore che le ridia splendore, nel 1982 Fubini in qualità di assessore alla cultura dell'Unione delle Comunità ne ricopre la carica salvando la rivista da quella che si presupponeva la sua fine.
Nei 14 anni in cui è direttore la «Rassegna» diventa anche l'organo ufficiale con cui l'Unione delle comunità diffonde sia il suo pensiero culturale e politico.
Caratteristica della rivista diretta da Fubini è di essere ricca di documenti e materiali per la storia dell'ebraismo italiano ed internazionale. Di particolare rilevanza è la pubblicazione di studi specifici sulla cultura sefardita e sulla cultura yiddish.

### Ha Keillah
«Ha Keillah» (La Comunità) è l'organo del Gruppo di studi ebraici della Comunità ebraica torinese. La rivista è fondata nel maggio 1975 da un gruppo di ebrei che vogliono diffondere attraverso il mezzo giornalistico informazioni sulla vita, la storia, il pensiero e la cultura ebraica. La prima direttrice è Giorgina Arian Levi. Il gruppo sente la necessità di opporsi ad un modo di condurre la Comunità che risulta antidemocratico e privo di aperture culturali. Fubini ricopre un ruolo fondamentale nell'atto di fondazione e fino alla sua morte ne è redattore e animatore.

## Opere

### Monografie
- L'ultimo treno per Cuneo: Pagine autobiografiche (1943-1945), Albert Meynier, Torino, 1991.
- La condizione giuridica dell'ebraismo italiano, Rosenberg & Sellier, Torino, 1974.
- Il diritto ebraico. Le problematiche del rapporto con lo Stato in Italia, in V. Parlato, G. B. Varnier (a cura di), Normativa ed organizzazione delle minoranze confessionali in Italia, Giappichelli, Torino, 1992.
- Con V. Pegna-L. Visco Gilardi, Israele-Palestina, una scelta diversa, Claudiana, Torino, 1970.
- L'antisemitismo dei poveri, La Giuntina, Firenze, 1984.
- Lungo viaggio attraverso il pregiudizio, Rosenberg & Sellier, Torino, 1996.
- Il conflitto arabo-israeliano in Israele-Palestina: una scelta diversa, Claudiana, Torino, 1970.

### Principali collaborazioni con periodici
- La nuova Repubblica
- Resistenza
- Il Ponte
- L'Astrolabio
- Quaderni di diritto e politica ecclesiastica
- La Rassegna mensile di Israel
- Avanti!
- La Stampa
- L'Unità
- L'Espresso
- Giustizia e Libertà
- Ha Keillah
- Israel
- Ha-Tikwà
- Critica Sociale
- Bollettino si studio, informazione e collegamento della Federazione di Francia del Partito d'Azione
- L'Italia socialista
- Il foro italiano
- Voci "Comunità israelitiche" e "Ebrei" del Novissimo Digesto Italiano (UTET) del 1981 e 1982
- Voce "Enti Ecclesiastici delle confessioni religiose diverse dalla cattolica" dell'Enciclopedia Giuridica (Istituto dell'Enciclopedia italiana) del 1988